# إيمون ووكر
إيمون ووكر (بالإنجليزية: Eamonn Walker)‏ هو ممثل بريطاني، ولد في 12 يونيو 1962 في لندن في المملكة المتحدة.

## أعمال

### أفلام
- (2000) غير قابل للكسر[5]
- (2005) ملك الحرب[6]
- (2009) المبعوث
- (2010) رجال الشركة[7]

### مسلسلات
- أوز
- حريق شيكاجو

## وصلات خارجية
- إيمون ووكر على موقع IMDb (الإنجليزية)
- إيمون ووكر على موقع ألو سيني (الفرنسية)
- إيمون ووكر على موقع ميوزك برينز (الإنجليزية)
- إيمون ووكر على موقع أول موفي (الإنجليزية)
- إيمون ووكر على موقع قاعدة بيانات برودواي على الإنترنت (الإنجليزية)
- إيمون ووكر على موقع قاعدة بيانات الأفلام السويدية (السويدية)
- إيمون ووكر على موقع إن إن دي بي (الإنجليزية)
- إيمون ووكر على موقع قاعدة بيانات الفيلم (الإنجليزية)
- إيمون ووكر على موقع كينوبويسك (الروسية)